# Saint-André-de-Cubzac
Saint-André-de-Cubzac (in occitano Sant Andrieu de Cubzac o Sent Andriu de Cubzac) è un comune francese di 9 526 abitanti situato nel dipartimento della Gironda nella regione della Nuova Aquitania. Il centro abitato è attraversato dal 45º parallelo, la linea equidistante fra il Polo nord e l'Equatore. 

## Storia

### Simboli
La presenza di un delfino nello stemma si potrebbe spiegare con il fatto che Jean-Frédéric de La Tour du Pin Gouvernet si sia stabilito qui, nel castello di Bouilh, e questa famiglia era originaria del Delfinato.

## Monumenti e luoghi d'interesse
All'interno del suo territorio comunale si trova il castello di Bouilh, disposto a semicerchio, risalente al XVIII secolo. L'architetto del castello è Victor Louis che ci lavorò dalla fine del 1786 all'agosto 1789. Il castello è soggetto ad una classificazione come monumento storico dal 17 marzo 1943, ed è aperto al pubblico dallo stesso anno.
Nella cittadina una targa ricorda la casa dove è nato Jacques-Yves Cousteau, al n. 85 di Rue nationale. (Coordinate geografiche: 44.99311 -0.44791)

## Società

### Evoluzione demografica
Abitanti censiti